# Bon Jovi
Bon Jovi är ett amerikanskt rockband bildat 1983 i Sayreville, New Jersey, som slog igenom 1984 med hitlåten "Runaway" och senare med "You Give Love a Bad Name" och "Livin' on a Prayer" från albumet Slippery When Wet 1986. Bon Jovi har sålt mer än 130 miljoner album världen över vilket gör dem till ett av de mest framgångsrika rockbanden någonsin.
Bon Jovi består av David Bryan (piano och keyboards), Phil X (gitarr), Jon Bon Jovi (sång och gitarr), Tico Torres (trummor) och Hugh McDonald (bas). 1983-1994 spelades bas av Alec John Such, och gitarr spelades av Richie Sambora mellan 1983 och 2013.
Phil X ersatte Sambora efter dennes avhopp från bandet 2013. Han blev en officiell medlem 2016 samtidigt som Hugh McDonald, efter att ha spelat bas med bandet i över 20 år.

## Historik

### Bakgrund

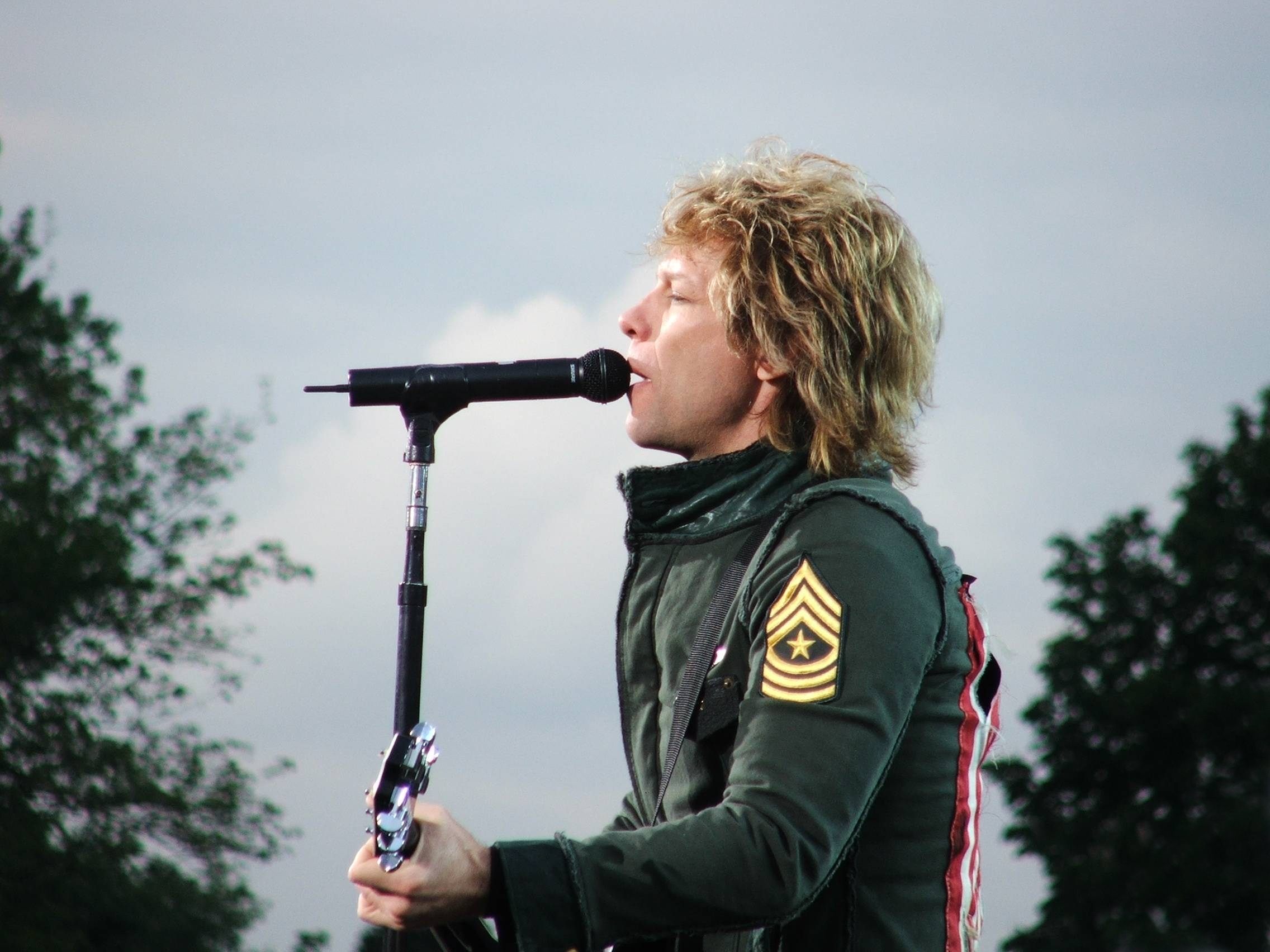
Jon Bon Jovi

Jon Bon Jovi började spela gitarr och piano vid 13 års ålder med att härma Elton John-låtar, samma år bildade han även sitt första band Raze. När han var 16 mötte han David Bryan (David Bryan Rashbaum) och tillsammans bildade de R&B-coverbandet Atlantic City Expressway. De spelade på många klubbar i "the tri-state area" runt New Jersey trots att de var minderåriga. Redan i tonåren spelade Jon i bandet John Bongiovi & The Wild Ones, som var förband på flera shower för andra mer etablerade artister som kom och spelade i New Jersey.
Bon Jovi arbetade med att städa på Power Station Studios på Manhattan där hans kusin Tony Bongiovi var delägare. Här fick han också chansen att spela in demolåtar med kända musiker. en av låtarna var "Runaway". Låten spelades in med studiobandet The Allstar Review, som bland annat bestod av E Street Bands keyboardist Roy Bittan. Bon Jovie besökte flera skivbolag, men lyckades inte få något av dem att ge ut hans låtar. Han arbetade även på den lokala radiostationen WAPP 103.5FM "The Apple" i Lake Success, New York, med att skriva och spela reklamlåtar. Vid ett tillfälle frågade radiostationens säljchef Bon Jovie om han fick använda låten "Runaway" på en skriva för lokala talanger. Bon Jovie var först tveksam, men accepterade. Låten blev en hit. Efter detta skrev han kontrakt med skivbolaget Mercury Records 1983.
Jon Bon Jovie använde studiomusiker, bland annat Huey McDonald och Dave "Snake" Sabo, som senare bildade bandet Skid Row, för att spela in en ny version av "Runaway" (den första instrumentala versionen spelades in 1980). När "Runaway" blev en hit stod han utan band och med en låt som spelades överallt. Bon Jovie ringde då upp David Bryan som i sin tur ringde Alec John Such och Tico Torres. En gitarrist var svårare att finna, men i slutändan blev Richie Sambora också en del av bandet. Bon Jovie hade först tänkt kalla bandet för Johnny Electrick, men fick rådet av Richard Fischer att följa trenden med andra band som Alice Cooper, Bryan Adams och Van Halen och ge bandet namn efter huvudsångaren. Så Bon Jovi blev bandets namn.

### 1980-talet
Bon Jovi var härmed ett band och när de öppnade för bandet Scandal så fick skivbolagschefen Derek Shulman nys om bandet och gav dem ett skivkontrakt med PolyGram. Tillsammans med managern Doc McGhee släpptes deras självbetitlade debutalbum 21 januari 1984. Albumet sålde guld i USA (över 500 000) och släpptes även i Storbritannien. Denna succé ledde till att bandet fick öppna för bland annat ZZ Top i USA och för Scorpions och Kiss i Europa.
1985 kom andra albumet 7800° Fahrenheit men fick dålig respons. Deras tredje album, Slippery When Wet sköt bandet rakt upp i stjärnhimlen med hitlåtar som "Livin' on a Prayer", "Wanted Dead or Alive" och "You Give Love a Bad Name". Slippery When Wet har idag sålt över 25 miljoner exemplar världen över. Under turnén som följde riskerade Jon att skada rösten permanent på grund av mycket höga toner och ett pressat turné-schema. Tack vare en rösttränare och avslappnande kortisoninjektioner inför varje konsert klarade han sig igenom hela turnén.
Fjärde albumet, New Jersey, kom 1988 och betraktas av många fans världen över som ett av deras bästa med hitsinglar som "Bad Medicine", "Lay Your Hands on Me" och "I'll Be There for You". Efter ytterligare en massiv turné hade många års hårt arbete tagit ut sin rätt och bandet var på väg att bryta upp fullständigt, främst på grund av den kraftiga spänningen mellan Richie och Jon som också var den största drivkraften bakom bandets stora succé. Under några år tog bandet därmed en paus.

### 1990-talet
Mellan 1990 och 1992 gick bandmedlemmarna skilda vägar och fokuserade på sig själva under den här perioden. Osäkerheten var stor om Bon Jovi någonsin skulle komma tillbaka i och med att grungemusiken (ex Nirvana) hade stor framfart och succé i början av 1990-talet. 1990 spelade Jon in sitt första soloalbum Blaze of Glory, som en del av filmmusiken till filmen Young Guns II där han också hade en kort roll där han blir skjuten (varar ungefär en sekund). Albumet gjorde rätt stor succé och resulterade i nummer 1 hit-singeln "Blaze of Glory" som även gav honom en Oscar-nominering. Han vann dock inte den gången men samma år fick han en Golden Globe för samma låt.
Richie Sambora spelade också in ett soloalbum under den här tiden, Stranger In This Town som släpptes 1991. Om än mer blues-inspirerat än vad Bon Jovis musik stod för så rosades han av kritikerna men rent kommersiellt fungerade plattan lite sämre. En gästgitarrist på albumet var Eric Clapton, en man som Richie alltid sett upp till, där han spelade på låten "Mr Bluesman".
David Bryan spelade in ett soundtrack till skräckfilmen The Netherworld varav han efter det insjuknade kraftigt på grund av en sydamerikansk parasit. Tico Torres undvek musiken nästan helt och hållet, men han spelade dock trummor på Richies soloalbum. Alec John Such var med om en motorcykelolycka där han skadade ena handen så pass kraftigt vilket ledde honom till att lära sig ett helt nytt sätt att hålla och spela sitt instrument (bas).
I slutet på 1992 kom comebackalbumet Keep the Faith. Soundet var nytt och uppdaterat med mer socialt uppmärksammade texter vilket märks tydligt i låtar som "I Believe" och "Dry County" som blev stora favoriter hos många. Albumet lyckades stå sig bra i konkurrensen mot grunge som var på kraftig framfart i början av 1990-talet. Hitsinglar från Keep the Faith var "Bed of Roses", "Keep the Faith" och "In These Arms".
En stor världsturné följde under hela 1993 och 1994, tio år efter bandets början, släpptes en samlingsplatta, Cross Road. Här fanns förutom alla klassiker två nya låtar; "Always" och "Someday I'll Be Saturday Night". "Always" blev en av bandets absolut största singlar någonsin. Den skrevs till en början som ett soundtrack till filmen Romeo Is Bleeding men Jon ansåg filmen så dålig att låten istället släpptes på "Cross Road". Videon för "Always" hade bland annat Keri Russell från tv-showen Felicity och Jack Noseworthy (U-571) som skådespelare. "Always" landade nummer 4 i USA och som nummer 1 i många länder över Europa, Asien och Australien.  USA-versionen hade även en ny och uppdaterad version av "Livin' on a Prayer" med titeln "Prayer '94". Europa-versionen innehöll istället "In These Arms" och Japan-versionen "Tokyo Road", för övrigt en av de få låtar från 7800° Fahrenheit som fick lite mer uppmärksamhet.
Kort efter att Cross Road hade kommit ut på marknaden så lämnade Alec John Such bandet. Även idag spekuleras det om varför Alec lämnade bandet men uttalanden från Jon under åren efter att Alec lämnade bandet tyder mest på att han blev sparkad eftersom han inte kunde uppfylla sina plikter vare sig på skiva eller live. Ersättare blev då Huey McDonald som till dags dato dock aldrig gjorts till officiell medlem även om han så betraktas av de flesta fans runt om i världen.
1995 kom uppföljaren These Days. Här utvecklades soundet från Keep the Faith där både musiken och texterna var mörkare och personligare. Det här albumet klassas av väldigt många fans som deras absolut bästa någonsin även om det rent kommersiellt inte lyckades lika bra som Keep the Faith. I USA fick man bara en hitsingel med låten "This Ain't a Love Song". I Europa och Asien sålde skivan mycket bättre och fick även hitsinglar med låtar som "Hey God", "Something for the Pain", "Lie to Me" och titelspåret "These Days". I slutändan sålde These Days över 10 miljoner exemplar världen över. Under These Days-turnén 1995-1996 spelade bandet för första gången på berömda Wembley Stadium i London under tre utsålda kvällar. Dessa konserter är minnesvärda ur flera aspekter, bland annat fick bandet nyheten att These Days når förstaplatsen på albumlistan och en del låtar framförs på sätt som aldrig framförts igen. Den tredje och sista konserten 25 juni finns inspelad på vhs och dvd och heter Bon Jovi - Live from London.
1996 hade Bon Jovi fastställt sig som en kraft att räkna med i musikindustrin och visade att de inte bara var ett 1980-tals hair metal-band, som de så ofta blivit utpekade för, och inte gick under som många av deras likar från 80-talet. Dock tog bandet en paus efter turnén med These Days för att göra lite annat ett tag. Jon spelade åter in ett soloalbum betitlat Destination Anywhere som släpptes 1997 samtidigt som han gav sin på skådespeleri. Hans första roll hade han redan 1994, då som en målare i filmen Moonlight & Valentino som bland annat hade Whoopi Goldberg i en av huvudrollerna. Andra filmroller för Jon var i The Leading Man, Pay It Forward och U-571. Richie nyttjade tiden borta från bandet med att spela in ett nytt soloalbum, Undiscovered Soul, som släpptes 1998. Tico nyttjade tiden till att gräva sig lite djupare i konst och måleri och David komponerade olika musikaler.
Bon Jovi samlades åter igen 1999 för att spela in låten "Real Life" för filmen EdTV. David Bryan hade inte möjlighet att ta del av videofilmningen på grund av en olycka i hemmet där han nästan kapade av sig ena tummen. Istället använde bandet en hårdpapp-kopia av David i naturlig storlek under videofilmningen och resulterade i en av de mer humoristiska videor som Bon Jovi har gjort.

### 2000-talet

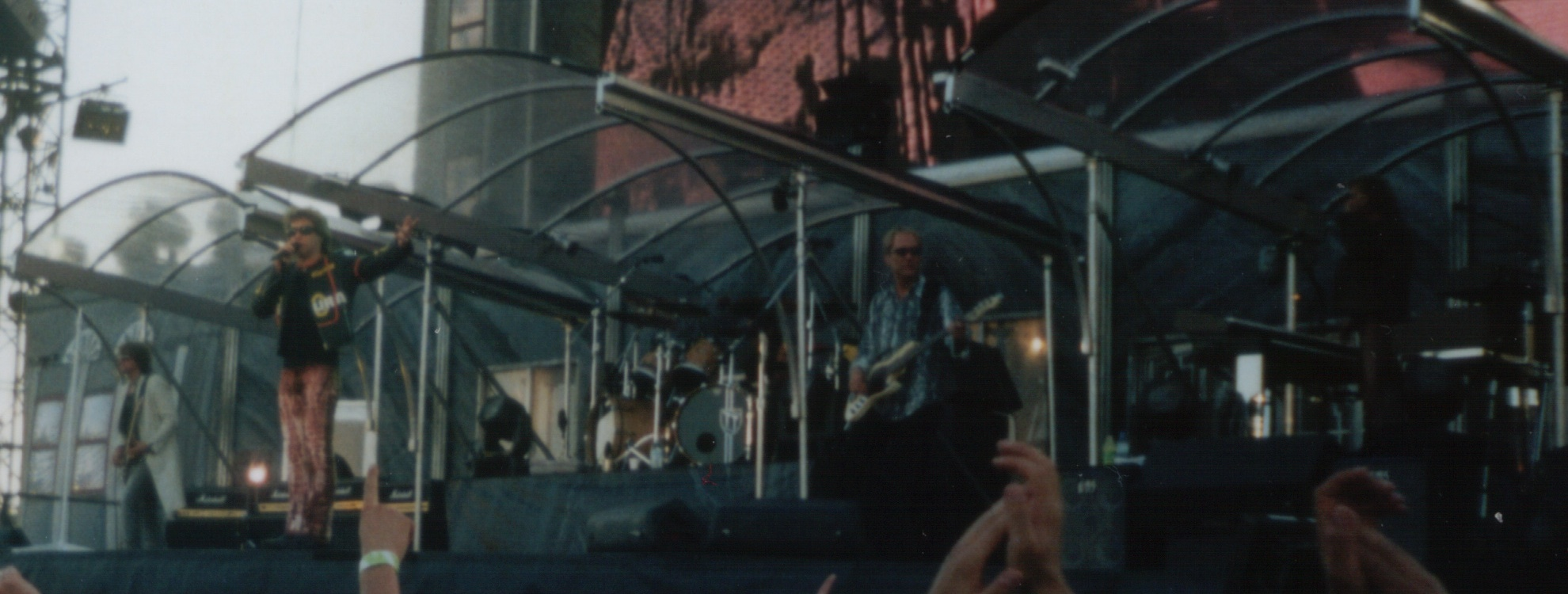
Bon Jovi live, "One Wild Night" World Tour 2001

Efter ett nästan tre år långt uppehåll så samlades gruppen 1999 då de började jobba på vad som kom att bli deras sjunde studioalbum (Cross Road ej inräknat). Det hela tog sin början när Jon och Richie åkte till ett slott i Frankrike under sommaren 1999 där musiker får njuta av naturen och lugnet samtidigt som de kan jobba med musik i professionella studiomiljöer i slottet. Här kom bland annat låten "She's a Mystery" till liv som också inkluderades på kommande skivan. I juni 2000 släpptes så Crush, det första studioalbumet på över fem år och slog stort över hela världen, främst på grund av den massiva hitsingeln "It's My Life" som introducerade bandet för en helt ny generation av fans. Andra hitsinglar från Crush var "Say It Isn't So", "Thank You for Loving Me" och "One Wild Night".
Den följande turnén var först planerad att vara året ut med runt 60 shower runt världen, men på grund av väldigt hög popularitet fortsatte turnén ända tills i juli 2001 där allt kulminerade med två "homecoming"-shower på Giants Stadium i New Jersey. Under våren samma år släpptes även samlingsskivan One Wild Night: Live 1985-2001. Efter terroristattackerna mot World Trade Center den 11 september 2001 uppträdde bandet som en del av den historiska galan The Benefit Concert for New York City Vvictims and Their Families där de gjorde ett känslosamt medley av "Livin' on a Prayer", "Wanted Dead or Alive", "It's My Life" och "America".
I oktober 2002 nådde Bounce, uppföljaren till Crush, skivhyllorna. Även om inte Bounce upplevde samma grad av succé som dess föregångare fick de hitsinglar med "Everyday", "Misunderstood" samt den maffiga balladen "All About Lovin' You". Turnén var lång och tog dem både genom Australien, Japan, USA och Europa. Sista konserten i Europa avslutades i Hyde Park, London, inför mer än 100 000 personer. I USA var de också de sista att uppträda på Philadelphias Veterans Stadium innan den revs.
När turnén för Bounce var över i augusti 2003 fortsatte Bon Jovi jobba på ett unikt och ambitiöst projekt. Egentligen var det från början tänkt att bli ett album med akustiska live-versioner inspelade under senaste turnén, men istället skrev de om, spelade in på nytt och byggde upp deras gamla hits på ett helt nytt sätt och i nytt ljus. Resultatet av det hela blev albumet This Left Feels Right som släpptes i november 2003. Titeln härstammar från att gå i en annorlunda riktning som trots det känns rätt. Under två konserter i Atlantic City på Boardwalk Hall så uppträdde bandet med dessa nya arrangemang vilket var de enda gångerna dessa låtar framfördes live. En enda biljett till den här konserten kostade mellan 2 000 och 3 000 kronor.
2004 släpptes ett ännu ambitiösare projekt från Bon Jovi, ett box-set med namnet 100,000,000 Bon Jovi Fans Can't Be Wrong (titeln speglar Elvis Presleys album med titeln 50,000,000 Elvis Fans Can't Be Wrong). Boxen innehåller totalt 50 låtar (38 som aldrig tidigare aldrig sett dagens ljus och 12 rariteter) och en dvd. Vissa av dessa låtar har under senare turnéer även letat sig in i repertoaren, kanske främst rockdängan "The Radio Saved My Life Tonight" som var en demo till albumet Keep the Faith. Den här boxen markerade också ett kraftigt avstamp i den musikaliska historien med att ha sålt över 100 miljoner skivor världen över och i november samma år blev de tilldelade "Award of Merit" på American Music Awards.

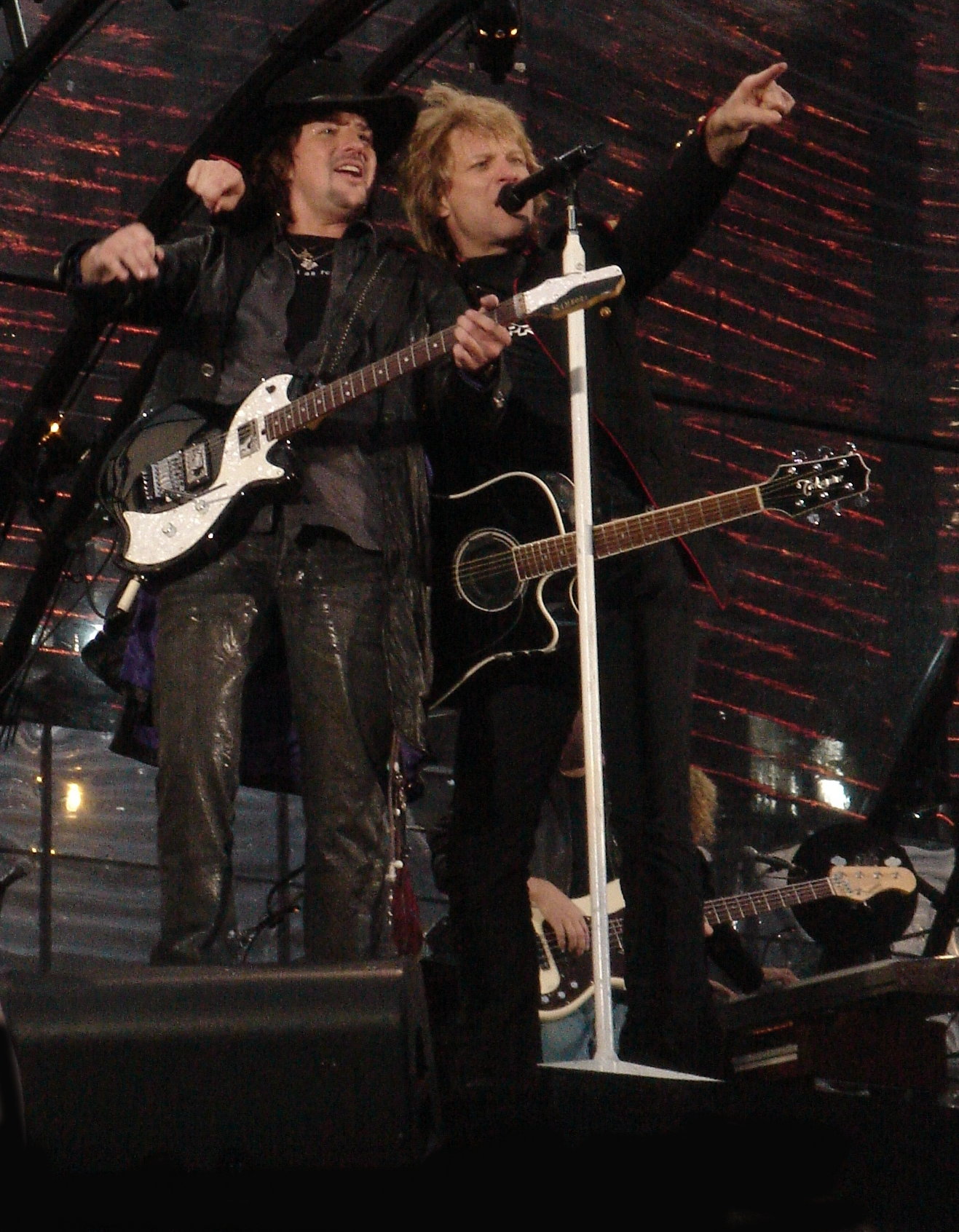
Jon Bon Jovi och Richie Sambora 2006

Deras efterlängtade nya album, Have a Nice Day, som var tänkt vara ute i början av 2005 såg äntligen dagens ljus i september samma år, följt av en lång och internationell världsturné. Första singeln "Have a Nice Day" slog rätt stort runt om i världen. Sedan dess har även singlarna "Who Says You Can't Go Home" och "Welcome to Wherever You Are" släppts. I maj 2006 skrev Bon Jovi historia genom att bli världens första rock & roll band-att ha en nummer 1-hit på Billboard's Hot Country Chart i USA med just "Who Says You Can't Go Home" i en duett-version tillsammans med Jennifer Nettles från gruppen Sugarland.
Under turnén var det tänkt att Bon Jovi skulle bli det första bandet att öppna den nya Wembley Stadium men på grund av förseningar från byggföretaget Multiplex så kommer stadion inte vara klar förrän 2007. Bandet har dock en stående inbjudan att fortfarande bli den första musikakten att spela på den nya arenan när den öppnar. De planerade konserterna spelades istället på Milton Keynes National Bowl. Under Europa-svängen av Have A Nice Day-turnén så spelade bandet för första gången på tio år även den 10 minuter långa episka låten "Dry County" från Keep the Faith, i bland annat Düsseldorf, Dublin och München. Turnén avslutades i juli med tre "homecoming"-shower på Giants Stadium i New Jersey. 
2007 går Bon Jovis album Lost Highway upp som etta på Billboard 200.
I oktober 2007 startade Lost Highway-turnén. Bandet hade från början inte tänkt turnera för albumet, men ändrade sig sedan.
Under 2008 besökte Bon Jovi både Australien, Japan, USA och Europa. 
För första gången sedan 2001 spelar bandet i Norden (dock inte Sverige denna gång).
Succén efter albumet följdes upp med ännu en succé då Lost Highway-turnén toppade listan över liveakter under 2008. Den omsatte 210,6 miljoner dollar och sågs av 2 157 675 fans. Tvåan Bruce Springsteen omsatte 204,5 miljoner dollar och trean Madonna 162 miljoner.
Den 10 november 2009 släpptes Bon Jovis efterlängtade album "The Circle". I mitten av augusti kom första singeln från albumet, "We Weren't Born To Follow" och den blev en stor radiohit. "The Circle" gick rakt in som nummer 1 på Billboard 200 och blev Bon Jovis fjärde albumetta i USA. I februari 2010 drog en lång turné igång, som man lovade skulle hålla på ända till hösten 2011. Bon Jovi fick också äran att inviga "New Meadowlands Stadium" i New Jersey med spelningar den 26, 27 och 29 maj.
2013 släpps albumet "What about now" som följdes upp med en världsturné där även ett stopp i Sverige gjordes. Den 24 maj spelade Bon jovi på Stockholm stadion
I augusti 2015 släpptes albumet "Burning bridges". Det första albumet utan gitarristen Sambora. Albumet sägs vara tillägnat fansen. 

## Plagiatkontrovers
13 oktober 2008 rapporterade Aftonbladet att bandet stäms på cirka 2 900 miljarder kronor för att ha plagierat texten till I Love This Town från 2007. Låten ska enligt musikern Samuel Bartley Steele ha stulits från hans egen (Man I Really) Love This Team om Boston Red Sox.

## Medlemmar
Nuvarande medlemmar
- Jon Bon Jovi – sång, rytmgitarr, akustisk gitarr (1983– )
- David Bryan – keyboard, piano, bakgrundssång (1983– )
- Tico Torres – trummor, slagverk (1983– )
- Hugh McDonald – basgitarr, bakgrundssång (1994– )
- Phil X – sologitarr, bakgrundssång (2011– )

Tidigare medlemmar
- Richie Sambora – sologitarr, talkbox, bakgrundssång (1983–2013)
- Dave Sabo – sologitarr, bakgrundssång (1983)
- Alec John Such – basgitarr, bakgrundssång (1983–1994, 2001)

Bidragande musiker (studio/live)
- Bobby Bandiera – rytmgitarr, bakgrundssång (2005– )
- Rich Scannella – trummor, slagverk (2013)
- Lorenza Ponce – viola, bakgrundssång (2005–2009)

## Diskografi

### Studioalbum
- 1984 – Bon Jovi
- 1985 – 7800° Fahrenheit
- 1986 – Slippery When Wet
- 1988 – New Jersey
- 1992 – Keep the Faith
- 1995 – These Days
- 2000 – Crush
- 2002 – Bounce
- 2003 – This Left Feels Right
- 2004 – 100,000,000 Bon Jovi Fans Can't Be Wrong
- 2005 – Have a Nice Day
- 2007 – Lost Highway
- 2009 – The Circle
- 2013 – What About Now
- 2015 – Burning Bridges
- 2016 – This House Is Not for Sale
- 2020 – Bon Jovi: 2020
- 2024 – Forever

Referens:

### Livealbum
- 2001 – One Wild Night: Live 1985-2001
- 2008 – Lost Highway: The Concert
- 2012 – Inside Out
- 2016 – This House Is Not for Sale – Live from the London Palladium

### EP
- 1987 – Live on Tour EP (utgiven i Australien)
- 2000 – Live From Osaka
- 2001 – The Love Songs
- 2003 – Bon Jovi – Target EP
- 2006 – Live From the Have a Nice Day Tour

### Singlar
(topp 10 på Billboard Hot 100)
- 1986 – "You Give Love a Bad Name" (#1)
- 1986 – "Livin' on a Prayer" (#1)
- 1987 – "Wanted Dead or Alive" (#7)
- 1988 – Bad Medicine" (#1)
- 1988 – "Born to Be My Baby" (#3)
- 1989 – "I'll Be There for You" (#1)
- 1989 – "Lay Your Hands on Me" (#7)
- 1989 – "Living in Sin" (#9)
- 1993 – "Bed of Roses" (#10)
- 1994 – "Always" (#4)

### Samlingsalbum
- 1994 – Cross Road
- 2001 – Tokyo Road: Best of Bon Jovi
- 2004 – 100,000,000 Fans Can't Be Wrong... Box Set Sampler
- 2004 – 100,000,000 Bon Jovi Fans Can't Be Wrong... The Premier Collection
- 2010 – Greatest Hits

## DVD
- Bon Jovi - Slippery When Wet
- Bon Jovi - Live from London
- Bon Jovi - Access All Areas
- Bon Jovi - Keep the Faith, the Videos
- Bon Jovi - Crush Tour
- Bon Jovi - This Left Feels Right
- Bon Jovi - Breakout: Video Singles
- Bon Jovi - New Jersey: The Videos
- Bon Jovi - Keep the Faith: An Evening with Bon Jovi
- Bon Jovi - Cross Road
- Bon Jovi - Live From Atlantic City
- Bon Jovi - Lost Highway: The Concert

## Priser
Nominerad för Grammy för konsertvideon Bon Jovi - Live from London.
Nominerad för Grammy för "Best Pop Group with vocals" med "We Weren't Born To Follow", 2009.
Vunnit
- 1987: MTV Video Music Awards: Bästa livespelning.
- 1988: American Music Award: Favorit-pop/rockband
- 1991: MTV Michael Jackson Video Vanguard Award
- 1995: World Music Awards: Bäst säljande rockband.
- 1995: MTV Europe Music Awards: Bäst rock
- 1996: BRIT Awards: Bästa internationella band
- 2001: My VH1 Music Awards: Video Of The Year "It's My Life"
- 2002: My VH1 Music Awards: Hottest Live Show
- 2004: American Music Award: Award Of Merit
- 2005: Diamond Award at the World Music Awards för att ha sålt 100 miljoner skivor.
- 2006: UK Music Hall Of Fame
- 2006: CMT Music Awards: Bäst video "Who Says You Can't Go Home"
- 2007: People's Choice Awards: Bäst rocksång för "Who Says You Can't Go Home"
- 2007: Grammy: Bäst country för "Who Says You Can't Go Home"
- 2008: CMT Music Awards: Bäst video-samproduktion: Bon Jovi med LeAnn Rimes – "Till We Ain't Strangers Anymore"

## Topplistor
Album - Billboard Music Charts (Billboard 200) (Amerika)
| År   | Namn              | Grupp    |
| ---- | ----------------- | -------- |
| 1986 | Slippery When Wet | Bon Jovi |
| 1988 | New Jersey        | Bon Jovi |
| 2007 | Lost Highway      | Bon Jovi |
| 2009 | The Circle        | Bon Jovi |

Singlar - Billboard Music Charts (The Billboard Hot 100) (Nordamerika)
| År   | Namn                       | Grupp    |
| ---- | -------------------------- | -------- |
| 1986 | "You Give Love a Bad Name" | Bon Jovi |
| 1987 | "Livin' on a Prayer"       | Bon Jovi |
| 1988 | "Bad Medicine"             | Bon Jovi |
| 1989 | "I'll Be There for You"    | Bon Jovi |

Album - Englandsettor (UK)
| År   | Namn                             | Grupp    |
| ---- | -------------------------------- | -------- |
| 1992 | Keep the Faith                   | Bon Jovi |
| 1994 | Crossroad - The Best Of Bon Jovi | Bon Jovi |
| 1995 | These Days                       | Bon Jovi |
| 2000 | Crush                            | Bon Jovi |